# Acció del 15 d'octubre de 1917
L'acció del 15 d'octubre de 1917 va ser un enfrontament naval de la Primera Guerra Mundial entre l'Imperi Alemany i els Estats Units d'Amèrica davant de la costa de la Mint Head, Irlanda.

## Antecedents
El destructor estatunidenc USS Cassin, sota el comandament del capità de corbeta W. N. Vernon, estava operant en les costes d'Irlanda l'octubre de 1917. Realitzava patrulles antisubmarines, missions de rescat i protegia els combois. Operava des de Queenstown, Irlanda, i estava armat amb quatre canons de 100 mm i vuit tubs llançatorpedes de 460 mm.
L'U-boot alemany SM U-61, en una típica missió submarina sense restriccions, navegava en aigües britàniques, atacant vaixells aliats. El submarí estava armat amb un canó de coberta i amb torpedes.

## L'acció

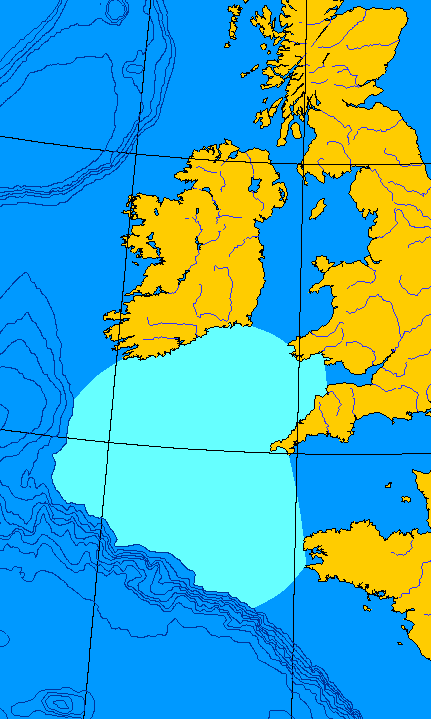
Mapa de la mar Cèltica, part de l'oceà Atlàntic

A les 13.30h del 15 d'octubre de 1917, l'USS Cassin va albirar al SM U-61 a aproximadament 20 milles nàutiques (37 km) al sud de la Mind Head, i a 4,3 milles nàutiques (8 km) de la nau.
Tan aviat que el submarí alemany va albirar a l'USS Cassin, es va submergir i va començar a fugir. Es va produir una persecució durant una hora fins que, aproximadament a les 14.30 h, el comandant del SM U-61, Víctor Dieckmann, va decidir atacar al vaixell de guerra estatunidenc.
Llavors, els alemanys van emergir a la superfície, es van col·locar en la línia per a un tir i van disparar el seu últim torpede. L'artiller de primera classe Osmond Ingram es va adonar que s'apropava un torpede i va ordenar ràpidament als artillers de llençar càrregues de profunditat, i els va ordenar que es desfessin de la resta de càrregues abans que el torpede impactés contra el vaixell. El torpede va colpejar el destructor contra la seva popa abans que es pogués fer tot això i Ingram va morir en l'explosió. El torpede gairebé destrossa el timó del vaixell. El destructor estatunidenc va començar a navegar en cercles i va llançar una andanada de projectils de 100 mm que van forçar al submarí a submergir-se. Quatre projectils van danyar la torreta del SM U-61, que van descoratjar el seu comandant de continuar l'atac.
Més tard, un altre destructor estatunidenc USS Porter i els sloops britànics HMS Jessamine i HMS Tamarisk van arribar a l'escena i van protegir l'USS Cassin durant tota la nit. No obstant això, no hi va haver més contactes de submarins. L'endemà al matí, l'USS Cassin va ser remolcat de tornada cap a Queenstown pel capità Ronald Stuart Niel, del HMS Snowdrop.

## Conseqüències
A més del mariner estatunidenc mort, altres nou van resultar ferits en l'acció. El mariner mort, Osmond Ingram, va ser guardonat amb la Medalla d'Honor pel seu servei del 15 d'octubre.
Es van reparar els danys de l'USS Cassin i va retornar al servei actiu el juliol de 1918. El SMU U-61 va ser enfonsat pel sloop de classe P HMS PC.51 uns mesos més tard.